# Gordon Guld
Gordon Guld (17. jul 1920 – 16. septembar 2005) bio je američki fizičar kome se često pridaju zasluge za izum lasera. (Drugi izum pripisuju Teodoru Majmanu). Guld je najpoznatiji po svojoj tridesetogodišnjoj borbi sa Uredom za patente i zaštitne znakove SAD za dobijanje patenata za laser i srodne tehnologije. Takođe se borio sa proizvođačima lasera u sudskim bitkama za primenjivanje patenata koje je naknadno stekao.

## Detinjstvo, mladost i obrazovanje
Rođen u Njujork Sitiju, Guld je bio najstariji od tri sina. Njegov je otac bio osnivački urednik publikacija Scholastic Magazine u Njujorku. On je odrastao je u Skarsdejlu, malom predgrađu Njujorka, i pohađao je Skarsdejlsku srednju školu. Diplomirao je fiziku na koledžu Junion, gde je postao član bratstva Sigma hi, a magistrirao na univerzitetu Jejl, sa specijalizacijom u oblasti optike i spektroskopije. Između marta 1944. i januara 1945. radio je na Projektu Menhetn, ali je bio otpušten zbog svojih aktivnosti kao član Komunističkog političkog udruženja. Godine 1949. Guld je otišao na Kolumbija univerzitet da bi radio doktorat iz optike i mikrotalasne spektroskopije. Njegov doktorski nadzornik bio je nobelovac Polikarp Kuš, koji je usmeravao Gulda da razvije stručnost u tada novoj tehnici optičkih pumpi. Godine 1956. Guld je predložio korišćenje optičkog pumpanja u pobuđivanju masera i diskutovao o toj ideji sa izumiteljem masera Čarlesom Tovnesom, koji je takođe bio profesor na Kolumbiji, i kasnije je osvojio Nobelovu nagradu 1964. za svoj rad na maseru i laseru. Touns je Guldu dao savet kako da dobije patent na svoju inovaciju i pristao je da deluje kao svedok.

## Izum lasera
Do 1957. godine, mnogi naučnici, uključujući Tovnesa, tragali su za načinom da ostvare pojačavanje vidljive svetlosti nalik na maserski pristup. U novembru te godine Guld je shvatio da se može napraviti odgovarajući optički rezonator koristeći dva ogledala u obliku interferometra Fabri-Pera. Za razliku od ranije razmatranih dizajnova, ovaj pristup bi proizveo uski, koherentan, intenzivan snop. Budući da stranice šupljine nisu morale biti reflektivne, pojačavački medijum može se lako optički pumpati da bi se postigla potrebna populaciona inverzija. Guld je takođe razmatrao pumpavanje medijuma atomskim sudarima i predvideo mnoge potencijalne upotrebe takvog uređaja.
Guld je zapisao svoju analizu i predložio primene u laboratorijskom dnevniku pod naslovom „Neki grubi proračuni o izvodljivosti LASER-a: Pojačanje svetlosti stimulisanom emisijom zračenja” - što je prva zabeležena upotreba ovog akronima. Guldov dnevnik bio je prvo zapisano uputstvo za stvaranje održivog lasera, i shvativši šta je imao u ruci, odneo ga je u susedni ured kako bi njegov rad bio overen. Artur Šolou i Čarles Tovnes su nezavisno oko tri meseca kasnije otkrili važnost Fabri-Perot šupljine i nazvali rezultirajući uređaj „optičkim maserom”. Guldovo ime za ovaj uređaj prvi put je predstavljeno javnosti u prezentaciji na jednoj konferencije 1959. godine, a prihvaćeno je uprkos otporu Šoloa i njegovih kolega.
U želji da dobije patent za svoj pronalazak, i pogrešno verujući da mu je potrebno da napravi funkcionalni laser da bi to uradio, Guld je napustio Kolumbiju bez završene doktorske diplome i pridružio se privatnoj istraživačkoj kompaniji TRG (Grupa za tehnička istraživanja). On je ubedio svog novog poslodavca da podrži njegovo istraživanje, a oni su dobili sredstva za projekat od Agencije za napredne istraživačke projekte, ironično uz podršku Čarlsa Taunsa. Na nesreću po Gulda, vlada je proglasila projekat poverljivim, što je značilo da je za rad na njemu potrebna bezbednosna provera. Zbog svog ranijeg učešća u komunističkim aktivnostima, Guld nije mogao da dobije odobrenje. Nastavio je da radi u TRG-u, ali nije bio u mogućnosti da direktno doprinese projektu za realizaciju svojih ideja. Zbog tehničkih poteškoća i možda Guldove nemogućnosti da učestvuje, TRG je poražen u trci za izgradnju prvog funkcionalnog lasera od strane Teodora Mejmana sa Hjuzovih istraživačkih laboratorija.

## Borbe za patente
Tokom tog vremena, Guld i TRG su počeli da podnose patentne aplikacije za tehnologije koje je Guld razvio. Prvi par aplikacija, podnet zajedno u aprilu 1959. godine, pokrivao je lasere zasnovane na Fabri-Perotovim optičkim rezonatorima, kao i optičko pumpanje, pumpanje sudarima u gasnom pražnjenju (kao kod helijum-neonskih lasera), optička pojačala, Q-sklopke, optičku heterodinsku detekciju, korišćenje Brusterovih ugaonih prozora za kontrolu polarizacije i aplikacije uključujući proizvodnju, pokretanje hemijskih reakcija, merenje udaljenosti, komunikacije i lidare. Šolou i Tauns su već prijavili patent za laser, u julu 1958. Njihov patent je odobren 22. marta 1960. Guld i TRG pokrenuli su pravni spor na osnovu njegove sveske iz 1957. kao dokaza da je Guld izumeo laser pre prijave patenta Šoloa i Taunsa. (U to vreme, Sjedinjene Države su koristile sistem patenta prvi da izume.) Dok se ovaj izazov odvijao u Zavodu za patente i sudovima, nove aplikacije za specifične laserske tehnologije su podneli Bell Labs, Hughes Research Laboratories, Westinghouse, i drugi. Guld je na kraju izgubio bitku za američki patent na samom laseru, prvenstveno na osnovu toga što u njegovoj beležnici nije eksplicitno pisalo da bočne strane laserskog medijuma treba da budu providne, iako je planirao da optički pumpa medijum za pojačavanje kroz njih, i razmatra gubitak svetlosti kroz bočne zidove difrakcijom. Postavljena su i pitanja o tome da li Guldova beležnica pruža dovoljno informacija da bi se omogućio konstruisanje lasera, s obzirom na to da Guldov tim u TRG-u to nije mogao da uradi. Međutim, Guld je uspeo da dobije patente za laser u nekoliko drugih zemalja i nastavio je da se bori za američke patente za specifične laserske tehnologije tokom mnogo godina kasnije.
Godine 1967, Guld je napustio TRG i pridružio se Politehničkom institutu u Bruklinu, sada Tandon školi inženjeringa Univerziteta Njujork, kao profesor. Dok je bio tamo, predložio je mnoge nove laserske aplikacije i ugovorio državno finansiranje laserskog istraživanja na institutu.
Guldov prvi laserski patent dodeljen je 1968. godine, pokrivajući opskurnu primenu — generisanje rendgenskih zraka pomoću lasera. Tehnologija je bila od male vrednosti, ali patent je sadržao sva otkrića njegove originalne prijave iz 1959. godine, koja su ranije bila tajna. Ovo je patentnom zavodu pružilo veći prostor da odbije patentne prijave koje su bile u suprotnosti sa Guldovim patentima na razmatranju. U međuvremenu, rasprave o patentima, sudski sporovi i žalbe na najznačajnije patentne prijave su nastavljene, pri čemu su mnogi drugi pronalazači pokušavali da traže prednost za različite laserske tehnologije. Pitanje o tome kako pripisati zasluge za pronalazak lasera ostaje nerešeno od strane istoričara.
Do 1970, TRG je kupila Control Data Corporation, koja je bila veoma malo zainteresovana za lasere, i koja je odbacila taj deo posla. Guld je uspeo da otkupi svoja patentna prava za hiljadu dolara, plus mali deo buduće zarade.
Godine 1973, Guld je napustio Politehnički institut u Bruklinu da bi pomogao u osnivanju Optelekoma, kompanije u Gejtersburgu, Merilend koja proizvodi optičku komunikacionu opremu. Kasnije je napustio svoju uspešnu kompaniju 1985. godine.

## Dalje patentne bitke i sprovođenje izdatih patenata
Ubrzo nakon pokretanja Optelekoma, Guld i njegovi advokati promenili su fokus svoje borbe za patente. Pošto su izgubili mnoge sudske sporove u vezi sa samim laserom i ostali bez mogućnosti žalbe, shvatili su da se mnoge poteškoće mogu izbeći fokusiranjem na optičko pojačalo, suštinsku komponentu svakog lasera. Nova strategija je funkcionisala i 1977. godine Guld je dobio američki patent 4.053.845, koji pokriva laserske pojačivače sa optičkim pumpama. Laserska industrija, koja je do tada porasla na godišnju prodaju od oko 400 miliona dolara, pobunila se zbog plaćanja tantijema za licenciranje tehnologije koju su godinama koristili i borila se na sudu da izbegne plaćanje.
Protesti industrije izazvali su patentnu kancelariju da odugovlači sa objavljivanjem ostalih Guldovih patenata na čekanju, što je dovelo do više žalbi i amandmana na patente na čekanju. Uprkos tome, Guldu je 1979. godine izdat američki patent 4.161.436, koji pokriva različite laserske primene, uključujući grejanje i isparavanje materijala, zavarivanje, bušenje, sečenje, merenje udaljenosti, komunikacione sisteme, televiziju, laserske fotokopirne aparate i druge fotohemijske aplikacije i lasersku fuziju. Industrija je odgovorila tužbama nastojeći da izbegne plaćanje za licenciranje ovog patenta. Takođe 1979, Guld i njegovi finansijski podržavaoci osnovali su kompaniju Patleks, da drži patentna prava i da se bavi licenciranjem i sprovođenjem.
Pravne bitke su se nastavile, jer je laserska industrija nastojala ne samo da spreči Zavod za patente da izda Guldove preostale patente, već i da opozove one koji su već izdati. Guld i njegova kompanija bili su primorani da se bore kako na sudu, tako i u postupku revizije Zavoda za patente. Prema Guldu i njegovim advokatima, izgledalo je da je zavod rešen da spreči Gulda da dobije više patenata i da poništi dva koja su odobrena.
Stvari su konačno počele da se menjaju 1985. Posle godina pravnog procesa, Savezni sud u Vašingtonu je naložio Zavodu za patente da izda Guldov patent za laserske pojačivače sa kolizionom pumpom. Zavod za patente je uložio žalbu, ali je na kraju bio primoran da izda američki patent 4.704.583, i da odustane od pokušaja da poništi prethodno izdate Guldove patente. Brusterov patent za ugaone prozore je kasnije izdat kao patent SAD 4.746.201.

## Literatura
- Taylor, Nick (2000). LASER: The inventor, the Nobel laureate, and the thirty-year patent war. New York: Simon & Schuster. ISBN 0-684-83515-0. OCLC 122973716.
- Brown, Kenneth (1987). Inventors at Work: Interviews with 16 Notable American Inventors. Redmond, Washington: Tempus Books of Microsoft Press. ISBN 1-55615-042-3. OCLC 16714685.